# Éditions Le Manuscrit
Pour les articles homonymes, voir Le Manuscrit.
Éditions Le Manuscrit est une maison d'édition française créée en 2000 à Paris.

## Description
Fondée en 2000 par Nicolas Philippe, cofondateur du groupe CPI, la maison d’édition Le Manuscrit a été l’une des premières structures éditoriales françaises à publier simultanément des livres en formats papier et électronique, et ce, par l’utilisation de l’impression à la demande (POD).  
La spécificité de la maison d’édition réside dans la disponibilité permanente de chaque livre édité, aussi bien en format papier que numérique. Par ce référencement systématique, accompagné de la double publication initiée en 2000, la maison d’édition assure ainsi la pérennité et la disponibilité des œuvres et de leur(s) auteur(e)s dans le temps (long trail).
Le contrat d’édition papier et numérique des éditions Le Manuscrit est validé par le SNE[Quoi ?] dès son origine, il devient ainsi le premier contrat d’édition à inscrire la dimension juridique numérique des œuvres.
La création de la plateforme manuscrit.com en 2000, a permis de réunir des nouveaux auteur(e)s ainsi que des auteur(e)s confirmés. Le site internet permet aux auteur(e)s de déposer leur texte qui sera par la suite soumis à la validation du comité de lecture. Un suivi de l’évolution des ventes est également accessible en temps réel et les auteur(e)s peuvent accéder à leur site dédié où leurs actualités, événements et critiques littéraires y sont intégrés. 
Afin de favoriser la notoriété et visibilité des auteur(e)s, Martine Lemalet crée le Prix du Premier Roman en ligne en 2003, parrainé par Marc Lévy, puis le Prix du Roman en ligne en 2009 décerné par un jury notoire. Ce prix a été remis lors d’un événement en collaboration avec Metro les premières années . Par la suite, le Prix du Témoignage avec pour parrain Guillaume Gallienne est créé en 2014 en partenariat avec le Huffington Post, il correspond à l’orientation éditoriale des éditions Le Manuscrit vers la non-fiction. 
Dès 2002, Martine Lemalet, éditrice et universitaire, développe le catalogue Le Manuscrit-Savoirs réunissant un fonds d’œuvres organisé par collections thématiques et pluridisciplinaires, coordonnées chacune par un comité scientifique français et/ou international.  Le catalogue compte plus de cinquante collections dont les références sont disponibles sur tout support et en plusieurs langues. Le catalogue international rassemble les collections créées en partenariat avec les universités et les centres de recherche, des fondations, des think tanks, des ONG et des institutions publiques et privées.
Les éditions Le Manuscrit confient à Hachette en 2014 la diffusion-distribution de leur fonds afin de favoriser l’accès des livres papier en librairie.
La maison d’édition Le Manuscrit a délégué, à partir de juillet 2015, la gestion à Storylab dans le cadre d’un contrat de location-gérance.

## Collections
- Partenariats universitaires

Parmi les principales collections de Savoirs :
- L'Esprit des lettres, dirigée par Alain Schaffner, Professeur de littérature française à l'université Sorbonne Nouvelle et Philippe Zard, professeur de littérature comparée à l'université Paris-Nanterre[17].
- Espace interculturel Chine-Europe, dirigée par Zheng Lihua, doyen de la Faculté des Langues et Cultures Européennes de l’Université des Études Etrangères du Guongdang (Canton).
- Addictions : plaisir, passion, possession, dirigée par Myriam Tsikounas, en partenariat avec l'Université Paris I Panthéon-Sorbonne[18].
- Fronts Pionniers, dirigée par Magali Reghezza-Zitt et Géraldine Djament-Tran, en partenariat avec l'ENS Ulm.
- Exotopies, en partenariat avec l'Association Portugaise des Études Françaises[19].

Les éditions Le Manuscrit comptent à ce jour près de 50 collections universitaires, en français et dans d'autres langues. 
- Partenariats institutionnels

La maison d'édition travaille également en partenariat avec des Think Tanks. On peut ainsi citer la collection « L’Europe après l’Europe », dirigée par Philippe Herzog et Claude Fischer, créée avec le think tank Confrontations Europe. D'autres collections ont été créées avec l'IREA ou encore le Comité Européen de Liaison sur les Services d'intérêt général (CELSIG).
Elle a créé avec la Fondation pour la Mémoire de Shoah la collection « Témoignages de la Shoah ». Le comité de lecture est dirigé par Serge Klarsfeld. Elle regroupe le plus grand nombre de témoignages de rescapés au monde. Le livre témoignage d'Anna Traube Évadée du Vel d'Hiv a inspiré le film La Rafle réalisé par Rose Bosch en 2010.
Les Éditions le Manuscrit ont d’autre part inspiré la création de la bibliothèque numérique Aladin et ont publié en arabe et en farsi le Journal d'Anne Frank et ainsi que Si c'est un homme de Primo Levi. La bibliothèque numérique Aladin et les Éditions Le Manuscrit travaillent en partenariat, notamment autour du Projet Aladin, programme éducatif qui vise à regrouper toutes les informations historiques portant sur les relations judéo-musulmanes, est un projet de la Bibliothèque numérique Aladin sous le parrainage par l'Unesco, la Fondation pour la Mémoire de la Shoah en France (FMS), la Fondation britannique pour les droits de l'homme.

## Création de trois prix littéraires
Les éditions Le Manuscrit décernent chaque année trois prix littéraires :
- Le prix du Premier roman en ligne, parrainé par Marc Levy[25].
- Le prix du Roman en ligne, parrainé par Guillaume Gallienne.
- Le prix du Témoignage, créé en 2014[26].